# Jan Reichert
Jan Reichert (11. listopadu 1839 Plačice – 8, května 1912 Třebíč) byl český pedagog a historik.

## Biografie
Jan Reichert se narodil v roce 1839 v Plačicích nedaleko Hradce Králové. Obecnou školu vychodil v Kuklenách, následně pak od roku 1852 nastoupil do německého gymnasia v Hradci Králové, kde v roce 1860 odmaturoval. Po maturitě nastoupil na studium historie na Karlově univerzitě, kde absolvoval v roce 1864 a nastoupil na místo suplenta v Olomouci. V roce 1866 pak získal titul doktora filosofie v Praze a mohl se tak stát vychovatelem v rodině Aloise Pražáka, kde působil až do roku 1871. V letech 1869 a 1870 přitom současně pracoval na zkušenou v českém gymnáziu v Brně a od roku 1871 pak již byl řádným pedagogem na vyšším gymnáziu v Senji na nynějším chorvatském pobřeží. Během pobytu v Senji procestoval Chorvatsko a další přilehlé země a od roku 1873 pak pracoval na nižším českém gymnáziu v Třebíči, kam odešel na vlastní žádost. V témže roce byl proveden nový zápis a v nižších třídách se začalo učit německy i česky.
Od roku 1883 působil jako správce české části gymnázia a od roku 1884 pak působil jako ředitel celého gymnázia. V roce 1885 pak bylo gymnázium rozšířeno na vyšší gymnázium a v roce 1889 pak byla postavena pod vedením Jana Reicherta i nová budova. Na gymnáziu působil až do roku 1902. Následně odešel do důchodu, který trávil u svých bratrů v Praze. Následně se věnoval primárně historické práci a až do roku 1909 působil v Praze. V roce 1909 se vrátil do Třebíče, kde se věnoval další historické práci a mimo jiné také pracím o Karlu starším ze Žerotína. Zemřel náhle na návštěvě u přátel v roce 1912. Pohřben byl 10. května téhož roku za velké účasti občanů, projev na hřbitově měl žák Jana Reicherta Jan Sedlák.
Byl členem Gymnaziální Matice třebíčské, působil jako historický autor Časopisu Matice moravské, působil také jako školní dozorce v třebíčském hejtmanství. Byl členem třebíčské Měšťanské besedy.
Od roku 1902 je čestným občanem města Třebíče.